# Ligne 101 (chemin de fer slovaque)
Pour les articles homonymes, voir Ligne 100.
La ligne 101 des chemins de fer slovaques relie Petržalka (Bratislava) à Kittsee en Autriche.

## Histoire
Le tronçon de chemin de fer entre Petržalka et Parndorf fut ouvert en 1897. La ligne entre Vienne et Bratislava par Kittsee fut modernisée dans les années 1990.